# Sor María Jacinta
Inés de Guerrico Eguses, más conocida como sor María Jacinta (Buenos Aires, 1793 - 1840), fue una monja capuchina y escritora de la naciente Argentina republicana adscrita al discurso confesional de religiosas presente en los claustros de Sudamérica entre los siglos XVII y XIX.

## Biografía
Existen pocos antecedentes biográficos de sor María Jacinta, la mayoría de los cuales están disponibles en crónicas del monasterio donde vivió y las cartas de puño y letra que redactó a principios del siglo XIX. Sus padres fueron don José de Guerrico y doña María Micaela Eguses. Perteneció a la Orden de Clarisas Capuchinas del claustro de Nuestra Señora del Pilar de Buenos Aires a la que ingresó el 14 de abril de 1818;  mientras que 1819 se ordenó religiosa de velo negro.

## Obra literaria
La escritura por parte de religiosas en los conventos del período colonial y hasta el siglo XIX fue una práctica común en el continente sudamericano, no sólo debido a que permitía reforzar la fe o porque se le otorgaba una lógica sacramental, sino porque además, permitía «expresar cierta inquietud o cierta insatisfacción frente a la realidad vivida».
En este contexto se enmarca la labor literaria llevada a cabo por las monjas en los alojamientos y conventos del continente entre los siglos XVII y XIX, quienes se caracterizaron por escribir cartas espirituales, diarios, autobiografías y epistolarios. De esta manera, destacaron los escritos de sor María Jacinta que, junto a los de la chilena sor Josefa de los Dolores, serían los más conocidos en su tipo en el concierto sudamericano.
Sus escritos se basan en una serie de cinco cartas epistolares enviadas a José Miguel de Tagle —del que no existe consenso respecto a si existía un parentesco o no— que probablemente se remontarían a la década de 1820, aunque su data no es clara.